# Владимирский, Сергей Иванович
Сергей Иванович Владимирский (6 марта 1902 — 28 октября 1961) — советский режиссёр и сценарист.

## Биография
Родился 6 марта 1902 года. В 1924 году окончил театральную школу при Третьей студии МХАТ. В 1924 году устроился на работу на Госкинофабрику, где он занимал должность ассистента режиссёра и проработал вплоть до 1927 года. В 1930 году вошёл в штат киностудии Мостехфильм и снимал учебные фильмы вплоть до 1938 года, позднее стал писать сценарии к учебным фильмам, посвящённых русскому и советскому искусству.
Скончался 28 октября 1961 года. Урна с прахом захоронена в колумбарии Донского кладбища.

## Фильмография

### Режиссёр
- 1937 — Рукописи Пушкина

### Сценарист
- 1935 — Город без спичек, совместно с С. Сиделёвым
- 1937 — Негритянская сказка
- 1946 — Мастера сцены
- 1947 — Как работал Маяковский
- 1948 — Искусство актёра
- 1959 — Загадка Н. Ф. И.
- 1961 — В мире танца